# Topol úzkolistý

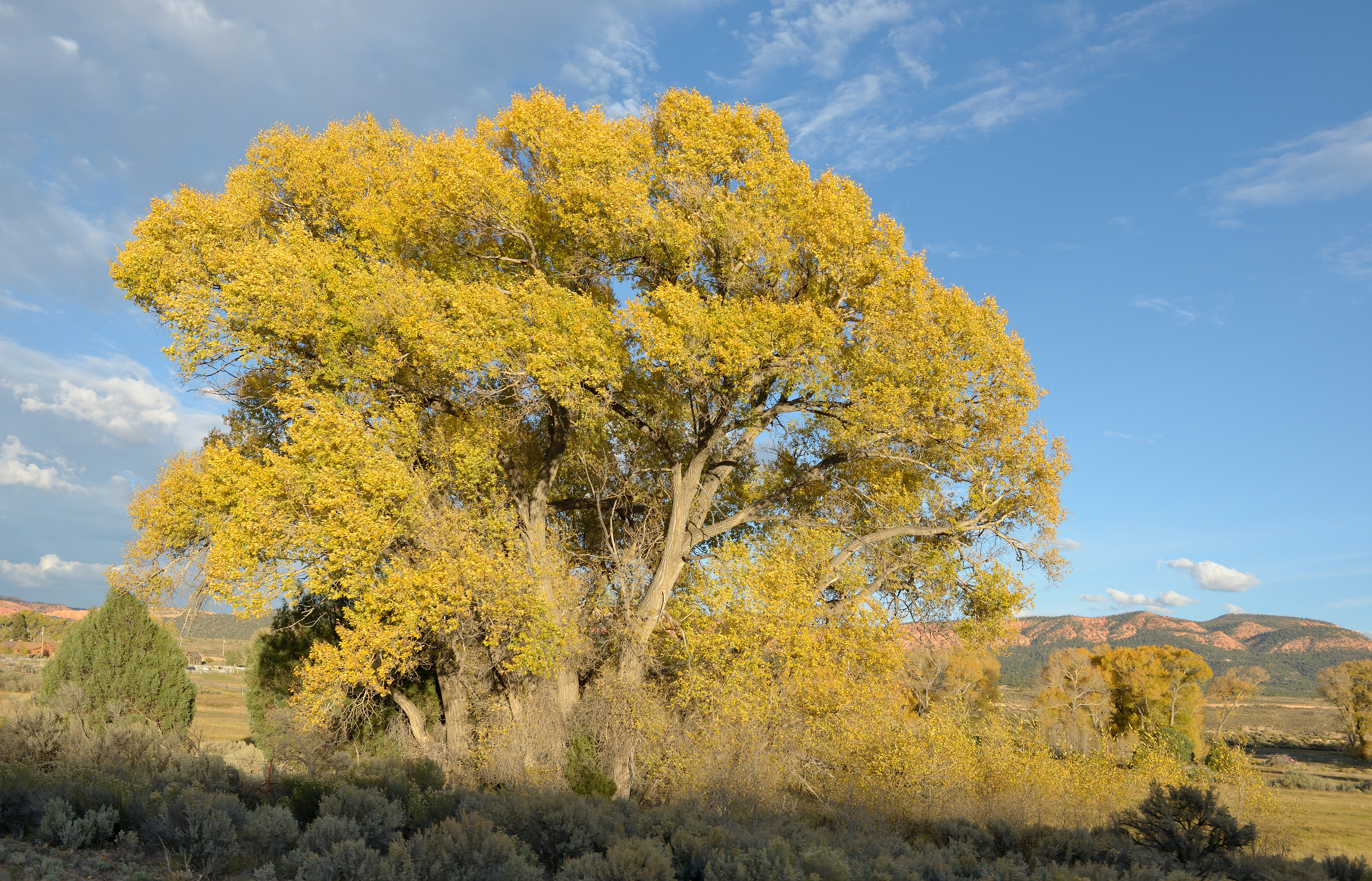
Topol úzkolistý v podzimním šatu

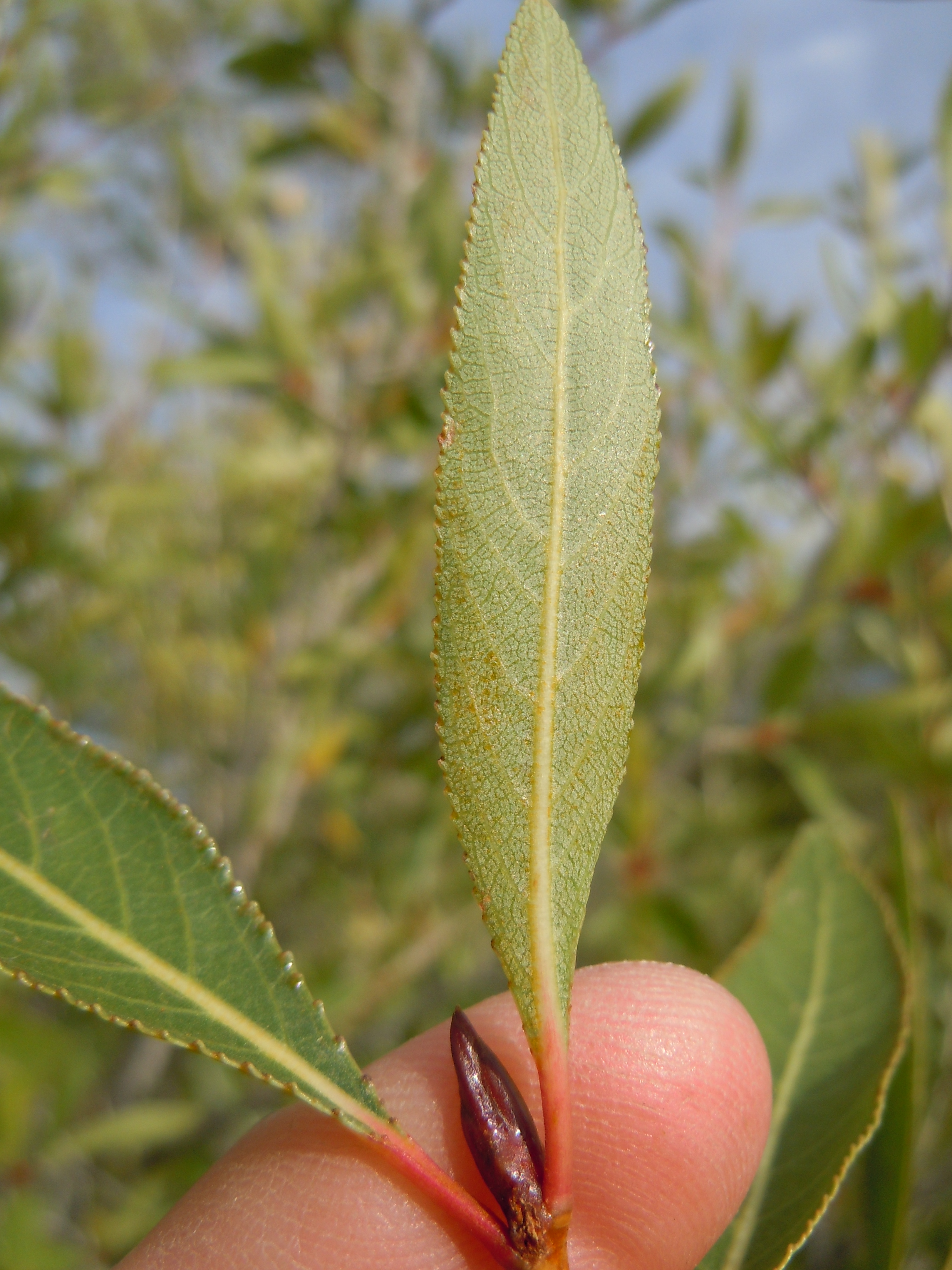
Úzké listy

Topol úzkolistý (Populus angustifolia) je štíhlý, listnatý, dvoudomý, průměrně 15 m vysoký strom pocházející ze západního pobřeží Severní Ameriky. Je rychle rostoucí pionýrský druh, charakteristický pro Skalnaté hory i dalších pohoří podél Tichého oceánu. Nevadí mu pravidelně zaplavování stanovišť, svými kořeny dobře stabilizuje půdu, ale jeho nejakostní dřevo je komerčně málo důležité.
Jméno rodu i druhu je odvozeno z latiny, rodové jméno populus pochází od výrazu „populární“, tj. hojně známy či rozšířený a druhové jméno angustifolia značí „úzké listy“.

## Rozšíření
Je původním druhem v západní Kanadě (státy Alberta a Saskatchewan), na západě Spojených států amerických (státy Arizona, Colorado, Idaho, Jižní Dakota Montana, Nebraska, Nevada, Nové Mexiko, Texas, Utah a Wyoming) a na severovýchodě Mexika (stát Chihuahua).

## Ekologie
Dřevina se vyskytuje okolo vodních toků v podhůří i horách v nadmořské výšce 1500 až 2400 m. Je plně mrazuodolná a toleruje periodické záplavy. Roste jak na úzkých lavicích podél potoků a odvodňovacích kanálů, tak i na velkých plochách lužních lesů u do široka meandrujících řek, půdy jsou v těchto místech vysoce propustné s velkým množstvím hrubých fragmentů. Požaduje hodně světla a ve volné přírodě stromy vyrůstají od sebe natolik vzdálené, že se korunami nedotýkají. Druh poměrně rychle osídluje vlhké, nově uložené naplaveniny vystavené plnému slunečnímu záření.
Strom má samčí nebo samičí květenství ve tvaru jehněd, které vyrůstají na větvičkách z předchozího roku. Jsou schopné opylení jeden až dva týdny před vyrašením listů, obvykle od dubna do května, plody bývají zralé v červnu a červenci. Doba kvetení se obecně kryje s jarním vrcholem množství vody v řece a rozptyl semen naopak s nejnižší hladinou. Strom začíná kvést ve stáří okolo patnácti roků, jeho životnost přes 100 let není neobvyklá. Ploidie druhu je 2n = 38.
Druh má rozsáhlé rozšíření a neexistují žádné významné hrozby, proto je Mezinárodním svazem ochrany přírody (IUCN) hodnocen jako málo dotčený taxon (LC).

## Popis
Opadavý, dvoudomý, rychle rostoucí strom vysoký 10 až 20 m s kuželovitou korunou a za dobrých podmínek s kmenem tlustým až ke dvěma metrům. Jeho kůra je v mládí hladká, bělavá až žlutavě zelená, později se stává zbrázděnou, letorosty jsou oranžovohnědé. Zimní pupeny, chráněné četnými šupinami s voňavou pryskyřicí, jsou malé, lysé a ostře špičaté. Kmen je v mládí plný drobných výrůstků ze kterých raší listy, je proto často zelený odspodu až nahoru.Tenké letorosty jsou střídavě porostlé listy tvarem podobným listům vrby, mají kulatý 1 cm řapík a bývají dlouhé 4 až 8 cm a široké 1 až 2,5 cm. Jejich čepele jsou kopinaté až úzce vejčitě, bázi mají zaoblenou a vrchol špičatý, po obvodě jsou drobně pilovité, na svrchní straně jsou tmavší a na spodní světlejší a řídce porostlé chlupy. S příchodem podzimu listy mění barvu na matně žlutou.
Jednopohlavné květy, vyrůstající na rozdílných stromech, jsou sestavené do nicích bělavých jehněd. Samčí jehnědy na kratičkých stopkách jsou hustší a kratší, mívají 10 až 20 květů s tyčinkami s červenými prašníky obsahující pyl. Samičí jehnědy vyrůstající na 1 cm stopkách jsou delší, mívají 35 až 50 květů o průměru 1,5 mm, vznikly ze dvou plodolistů a mají po jednom semeníku a dvě až čtyři rozšířené blizny. Po úspěšném opylení větrem se samičí jehnědy prodlužují do délky až 10 cm. Vajíčka v semenících jsou oplodněná za dva dny po opylení, následné zrání závislé na teplotě a obvykle trvá tři až šest týdnů.
Plody dozrávající v jehnědách jsou široce vejčité tobolky se špičkou. Každá je 6 mm velká a obsahuje čtyři až sedm 2 mm velkých semen s chomáčkem chmýří z dlouhých bílých chlupů, které napomáhá k rozptylu semen větrem i po vodě.

## Rozmnožování
Semena jsou životaschopná jen velmi krátce, obvykle pouhé dva dny. Pro vyklíčení potřebují ležet na vlhké, holé půdě na plně osluněném místě. Vegetativně se přirozeně rozmnožuje klonálně, kořenovými výmladky z kořenů nebo pařezů pokácených stromů. Nový jedinec občas vyroste i z větvě od stromu oddělené a odvlečené bobrem, stejně jako z ulomené silným větrem nebo sněhem.
Pro výsadbu nových stromků se tato dřevina množí řízky z jednoletých větviček dlouhých 20 až 40 cm a tlustých 1 až 2 cm odebíraných počátkem zimního období klidu a napíchaných do vlhké půdy. Řízky se dobře ujímají a mladé rostliny se snadno přesazují na vlhká stanoviště, která mají vysokou výšku spodní vody.

## Hybridizace
Topol úzkolistý se v přírodě přirozeně kříží s topolem Fremonta (Populus fremontii), s topolem balzámovým (Populus balsamifera) a topolem bavlníkovým (Populus deltoides).

## Význam
Dřevo topolu úzkolistého je měkké, silné, lehké a odolné proti nárazu, není však trvanlivé a po rozřezání se deformuje. Je považováno za komerčně nedůležité, využívá se na palivo, vyrábějí se z něho nejvýše bedny, palety a hrubé dřevěné obaly, je ale velmi vhodné pro výrobu buničiny. Hobliny se využívají k izolaci a protože jsou měkké i jako podestýlka domácím zvířatům.
Strom roste poměrně rychle a bývá na západním pobřeží USA někdy využíván jako okrasná městská dřevina. Jeho kořenový systém se rozrůstá do hloubky a šířky a je proto vysazován v alejích pro stabilizaci půdy na náspech okolo vodních toků nebo podél cest.
Topol úzkolistý je druh podporující společenstva volně žijících zvířat. Klonální reprodukce starých porostů vede k různorodému stáří a velikosti dřevin, stejně jako k nestejnému prostorovému nahloučení, což zvyšuje využitelnost stanovišť rozmanitými druhy divoké zvěře. Poskytuje vhodná místa k hnízdění ptáků, hlavně pro tyranovce Couesova (Contopus pertinax), krahujce amerického (Accipiter striatus) a orla bělohlavého (Haliaeetus leucocephalus). Je také v nižších polohách hlavní krmnou dřevinou bobra kanadského (Castor canadensis). Mladé větvičky jsou v zimním období potravou pro králíky, jeleny a losy, pupeny a jehnědy ozobávají křepelky a tetřevi.
Rychle se rozrůstající kořenový systém stromu rostoucího okolo domu nebo ve městě může poškodit septik i drenážní systém, vyrůstající odnože z kořenů starších jedinců často ničí chodník i další upravené prostranství. Stromy jsou málo odolné vůči i slabým lesním požárům, noví jedinci však rychle vyrůstají ze zcela nezničených, v zemi ochráněných pupenů na kořenech.